# 过热器
过热器是一种设备，把饱和蒸汽或湿蒸汽转化为過熱蒸汽或乾蒸汽。用于蒸汽渦輪發動機或者蒸汽重整工艺。蒸汽机再热锅炉生产的水蒸气，增加其热能，减低凝结水含量，从而提高了热效率。

## 分类
有三类过热器：
- 辐射式（radiant）：置入燃烧室
- 对流式（convection）：放入热气路径
- 独立加热（separately fired）：完全独立与锅炉

## 汽轮机组

燃煤火力發電廠示意圖

| 1. 冷卻塔            | 10. 蒸汽控制阀  | 19. 过热器                                |
| 2. 冷卻水泵          | 11. 高压 汽轮机 | 20. 强制通风（Forced Draft或Draught）风机 |
| 3. 输电线路 3相      | 12. 除氧器      | 21. 再热器                                |
| 4. 升壓變壓器 (三相) | 13. 给水加热器  | 22. 燃烧进气口                            |
| 5. 發電機 (三相)     | 14. 煤炭 输送带 | 23. 控煤器                                |
| 6. 低压蒸汽轮机      | 15. 煤 料斗     | 24. 空气预热器                            |
| 7. 冷凝泵            | 16. 煤炭粉碎机  | 25. 靜電除塵器                            |
| 8. 表面冷凝器        | 17. 锅炉汽鼓    | 26. Induced Draught（或 Draft）风机       |
| 9. 中压 汽轮机       | 18. 底灰 料斗   | 27. 烟囱                                  |

### 蒸汽机车

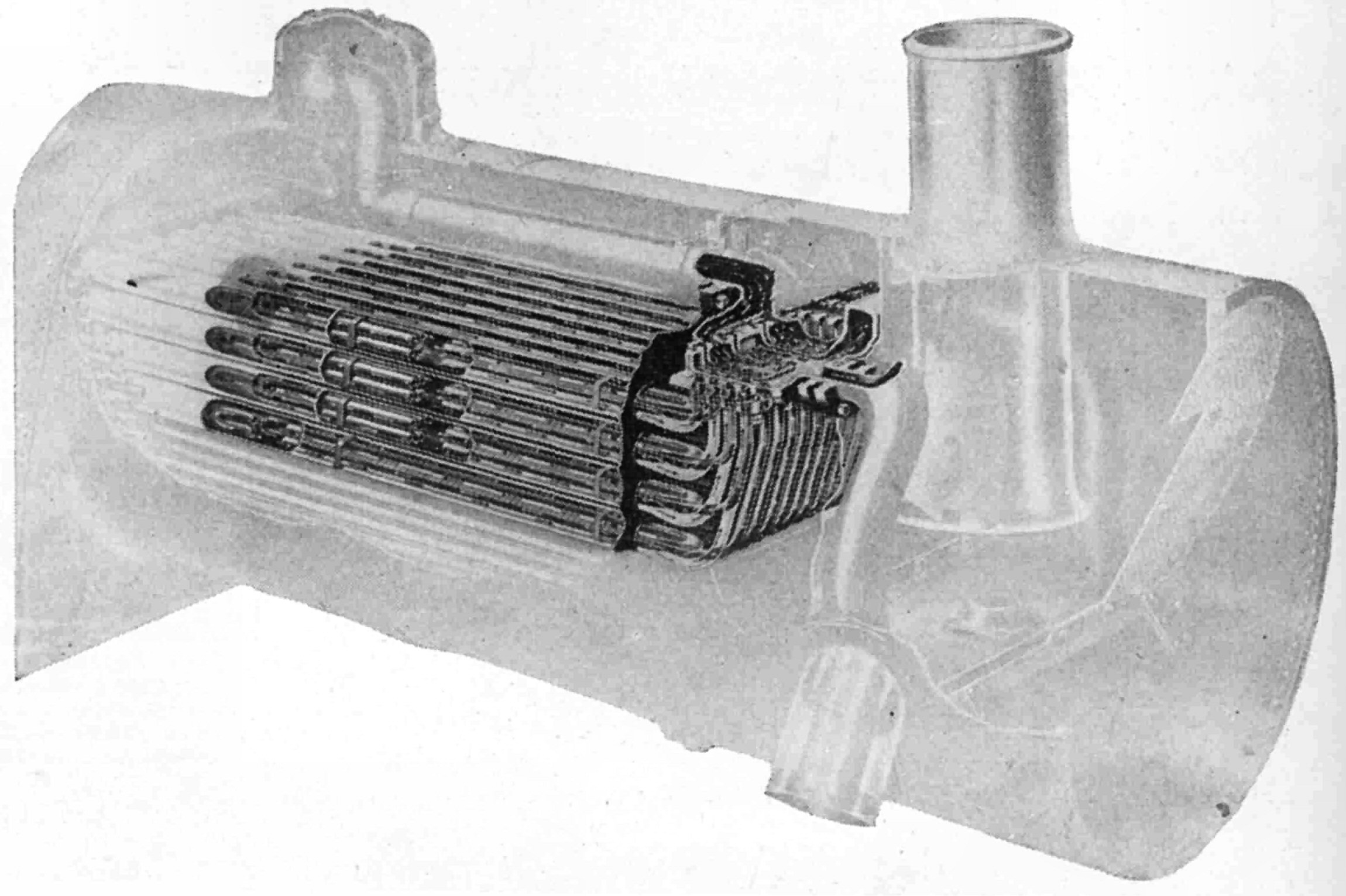
蒸汽机车过热器的一般布置

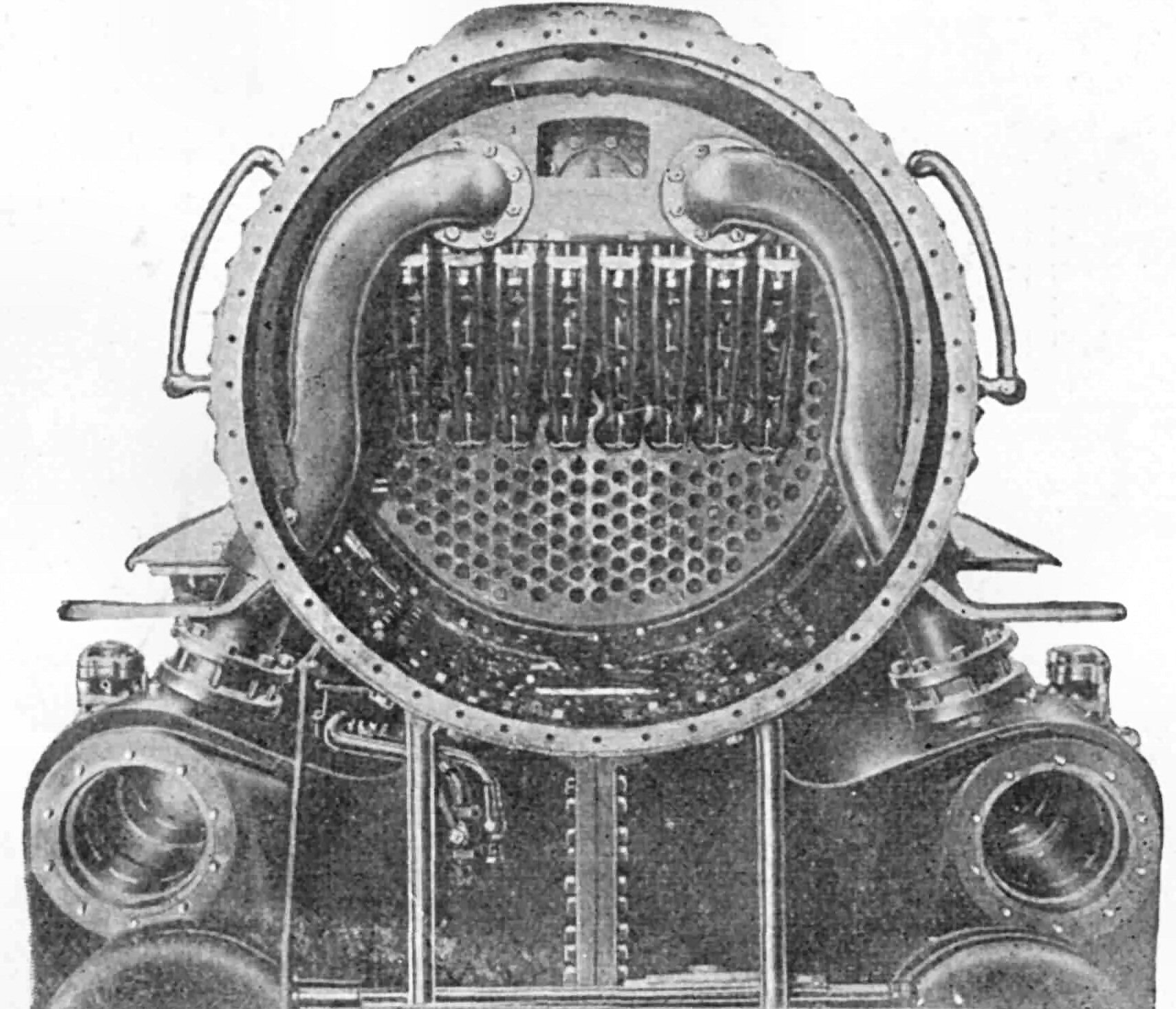
从烟箱看过热器。上中部是过热器头部

蒸汽机车大都使用火管式过热器。从汽包处，饱和蒸汽通过干燥管导入到烟箱上部的过热器头部；随后进入锅胴内部同心装在烟管里的过热管（flue）。炙热的烟气把热量传给过热管，把过热管内的饱和蒸汽变为过热蒸汽。过热管在锅胴内反复穿行四遍。 
1900-1930年，各国蒸汽机车纷纷开始采用过热器以提高其能耗效率。

### 书目
- Bradley, D. L. . London: London, Railway Correspondence and Travel Society, 1974. 1974: 88–93.
- Bradley, D. L. . Didcot Oxon: Wild Swan Publications. 1987. ISBN 0-906867-55-X.